# Louis Ellies Dupin
Pour les articles homonymes, voir Dupin.
Louis Ellies du Pin ou Dupin, né le 17 juin 1657 à Paris où il est mort le 6 juin 1719, est un théologien et historien français.
Issu d'une famille noble de Normandie, il fut docteur en Sorbonne et titulaire de la chaire de philosophie grecque et latine au Collège royal à partir de 1693.
Il consacra la plus grande partie de sa vie à rédiger la Bibliothèque universelle des auteurs ecclésiastiques, ouvrage immense dans lequel il donne la vie de ces écrivains, le catalogue et la chronologie de leurs ouvrages, un jugement sur leur style et leur doctrine et le dénombrement avec l'examen critique des différentes éditions de leurs œuvres. Les jugements qu'il portait dans cet ouvrage sur plusieurs Pères le firent condamner à Rome et il fut aussi vivement critiqué par certains théologiens français, notamment par Bossuet.
S'étant déclaré, avec les Jansénistes, contre la bulle Unigenitus, il fut exilé à Châtellerault et privé de sa chaire. II fut encore inquiété à la fin de sa vie pour avoir entretenu une correspondance avec l'archevêque de Cantorbéry William Wake dans le but de rapprocher l'église de la France, au prix de son déliement de Rome, à celle de l'Angleterre.
Il était cousin de Racine et parrain de son fils Louis

## Principales publications
- Bibliothèque des auteurs ecclésiastiques, 61 vol., 1686-1715
- De Antiqua Ecclesiae disciplina dissertationes historicae, 1686
- Le Livre des Psaumes avec de courtes notes pour faciliter l'intelligence du texte, 1691
- Histoire des controverses et des matières ecclésiastiques, 9 vol., 1694-1698
- Dialogues posthumes du sieur de La Bruyère sur le quiétisme, 1699
- Dissertation préliminaire, ou Prolégomènes sur la Bible, 3 vol., 1699
- Défense de la censure de la Faculté de théologie de Paris, du 18 octobre 1700, contre les propositions des livres intitulez : Nouveaux Mémoires sur l'état présent de la Chine, Histoire de l'édit de l'empereur de la Chine, Lettre des cérémonies de la Chine, 1701
- Pentateuchus Mosis cum notis quibus sensus litteralis exponitur, 2 vol., 1701
- Traité de la doctrine chrétienne et orthodoxe, dans lequel les véritéz de la religion sont établies sur l'Écriture et sur la tradition, et les erreurs opposées détruites par les mêmes principes, 1703
- Table universelle des auteurs ecclésiastiques, 4 vol., 1704
- L'Histoire d'Apollone de Tyane, convaincue de fausseté et d'imposture, 1705
- Bibliothèque universelle des historiens, contenant leurs vies et le dénombrement des différentes éditions de leurs œuvres, avec des tables chronologiques et géographiques, 2 vol., 1707
- Histoire de l'Église en abrégé, par demandes et par réponses, depuis le commencement du monde jusqu'à présent, 1712
- Histoire ecclésiastique du XVIIe siècle, 5 vol., 1714
- L'Histoire profane depuis son commencement jusqu'à présent, 6 vol., 1714-1716
- Traité historique des excommunications, dans lequel on expose l'ancienne et la nouvelle discipline de l'Église au sujet des excommunications et des autres censures, 2 vol., 1715-1719
- Mémoires historiques pour servir à l'histoire des inquisitions, 1716
- Méthode pour étudier la théologie, avec une table des principales questions à examiner et à discuter dans les études théologiques, et les principaux ouvrages sur chaque matière, 1716
- Défense de la monarchie de Sicile contre les entreprises de la cour de Rome, 1716
- Traité philosophique et théologique sur l'amour de Dieu, dans lequel on établit et l'on explique les vérités catholiques contre les erreurs de quelques nouveaux théologiens, 1717
- Histoire de la monarchie de Sicile, servant de défense contre les intrigues de la cour de Rome, 1718